# 클론 선택

림프구의 클론 선택과정. 침입한 항원과 결합할 수 있는 종류의 림프구만 선택적으로 증식한다.

클론 선택 가설(영어: clonal selection hypothesis, clonal selection theory)은 널리 받아들여져가고 있는 모델로, 면역계가 어떻게 감염에 대응하고, B와 T 림프구중 몸에 침입한 항원을 파괴하는 종류만 선택적으로 증식되는지 설명한다. 이 개념은 1957년 호주 의사 프랭크 맥팔레인 버넷(Frank Macfarlane Burnet)에 의해 면역 반응을 시작하는 동안 형성되는 항체의 큰 다양성을 설명하기 위한 시도로서 도입되었다. 요컨대, 이 이론은 항체 특이성의 다양성 생성 메커니즘에 대한 설명이다. 1958년 구스타프 노살과 조슈아 레더버그가 B세포 하나가 항상 하나의 항체만 생성한다는 것을 보여주면서 최초의 실험적 증거가 나왔다. 이 아이디어는 분자 면역학, 특히 적응 면역학의 기초로 밝혀졌다.

## 클론 선택 가설의 4원칙
- 각각의 림프구는 한 종류의 수용체만 가진다.
- 림프구가 작동하기 위해서는 수용체에 항원이 부착해야 한다.
- 작동된 림프구에서 유래한 형질세포는 원래의 림프구의 수용체와 동일한 수용체를 가진다.
- 자신의 분자와 부착할 수 있는 수용체를 가진 림프구는 초기 단계에서 파괴되어야 한다.

## 같이 보기
- 면역계
- 획득 면역계
- 클론 선택 알고리즘(영어판)

## 참고 문헌
- "Biology in Context - The Spectrum of Life" Authors, Peter Aubusson, Eileen Kennedy.
- Forsdyke, D.R. 1995. The Origins of the Clonal Selection Theory of Immunity 보관됨 2012-07-30 - 웨이백 머신 FASEB. Journal 9:164-66